# قائمة البعثات الدبلوماسية في ساحل العاج

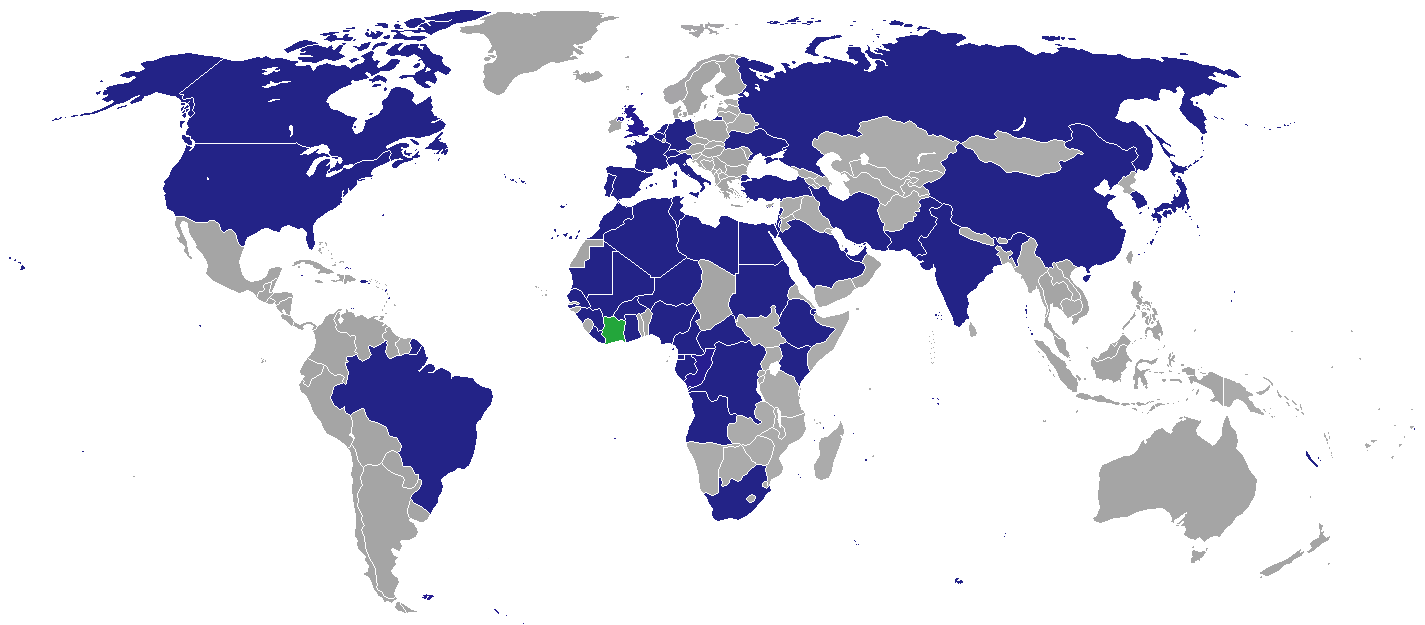
خريطة البعثات الدبلوماسية في ساحل العاج

تعرض هذه الصفحة قائمة البعثات الدبلوماسية في ساحل العاج. حاليا، توجد في أبيدجان 47 سفارة. دول أخرى عديدة لها سفراء معتمدون في ساحل العاج، لكن معظمهم يقيم في عواصم دول أخرى. هذه القائمة تستثني القنصليات الفخرية.

## سفارات فيأبيدجان
| - الجزائر - أنغولا - بنين - بلجيكا - البرازيل - بوركينا فاسو - الكاميرون - كندا - جمهورية أفريقيا الوسطى - تشاد - الصين - جمهورية الكونغو الديمقراطية - Republic of Congo - مصر - إثيوبيا - فرنسا - الغابون - ألمانيا - غانا - غينيا - Holy See - الهند - إيران - إسرائيل | - إيطاليا - اليابان - لبنان - ليبيريا - ليبيا - مالي - موريتانيا - المغرب - هولندا - النيجر - نيجيريا - فلسطين - روسيا - السعودية - السنغال - جنوب أفريقيا - كوريا الجنوبية - إسبانيا - سويسرا - تونس - تركيا - المملكة المتحدة - الولايات المتحدة |

## مكاتب أخرى
- الاتحاد الأوروبي (وفد)

## سفارات غير مقيمة
- الأرجنتين (أبوجا)[1]
- أستراليا (أكرا)[2]
- النمسا (دكار)[3]
- كرواتيا (الرباط)[4]
- كوبا (كوناكري)[5]
- الدنمارك (أكرا)[6]
- اليونان (أبوجا)[7]
- إندونيسيا (دكار)[8]
- جمهورية أيرلندا (نيويورك)[9]
- المكسيك (الرباط)[10]
- نيكاراجوا (دكار)[11]
- باراغواي (بريتوريا)[12]
- بولندا (أبوجا)[13]
- البرتغال (دكار)[14]
- رومانيا (دكار)[15]
- صربيا (نيويورك)[16]
- سلوفاكيا (أبوجا)[17]
- السويد (استوكهولم)[18]
- تنزانيا[19]
- ترينيداد وتوباغو (أبوجا)[20]
- فيتنام (الرباط)

## قنصليات فيبواكي
- بوركينا فاسو
- مالي

## مقالات متعلقة
- علاقات ساحل العاج الخارجية